# スウィーテスト・シング (シングル・ミックス)
「スウィーテスト・シング」（The Sweetest Thing）は、1998年にシングル・リリースされたU2の楽曲。

## 概要
アルバム『ヨシュア・トゥリー』のレコーディングのために、1986年の妻の誕生日を祝えなかったボノから妻アリへの謝罪の曲で、オリジナル・ヴァージョンは「ホエア・ザ・ストリーツ・ハヴ・ノー・ネイム」のシングルB面に収録されたが、1998年、『ザ・ベスト・オブU2 1980-1990』がリリースされた際、リテイクされた。その際、アイランドはヨーロッパ限定で特製チョコレートバーを発売し、コレクターズアイテムとなった。
シングルは2種類リリースされ、それぞれB面には初期のライブ・ヴァージョンが収録されており、次のアルバムは原点回帰的なものになるものと予想された。
なおアリの要望でシングルからの収益はチェルノブイリ・チルドレン・インターナショナルに寄付された。

## 収録曲

### Version 1 CD（ヨーロッパ盤）
1. Sweetest Thing
2. Twilight (Live from Red Rocks)
3. An Cat Dubh (Live from Red Rocks)

### Version 2 CD（ヨーロッパ盤）
1. Sweetest Thing
2. Stories for Boys (Live from Boston)
3. Out of Control ( Live from Boston)

### Version 3 CD（日本盤）
1. Sweetest Thing
2. With or Without You

### Version 4 カセットテープ（ヨーロッパ盤）
1. Sweetest Thing
2. Stories for Boys (Live from Boston)

## PV
- 監督：ケヴィン・ゴドレイ
- プロデューサー：ネッド・オハンロン、リチャード・ホリング
- ロケ地：Fitzwilliam Square（ダブリン）
- 撮影日：1988年9月20日
- リリース日：1998年10月3日

U2のメンバー以外のPVの登場人物は、
- アリ・ヒューソン（ボノの妻）
- ボーイゾーンのメンバー
- The Artane Boys Band（ラリーが所属していたマーチングバンド）
- チッペンデールズ・ダンサーズ
- プロボクサーのスティーブ・コリンズ（アイルランドの国旗を持って、ボノにマウスガードをはめる人物）
- The Celtic Knights（消防車の上でストリップをしている）
- Macnas Performance Troupe（パフォーマンスグループ。U2のお面を被っている）
- ジーン・バルターとリバーダンス・グループ
- ノーマン・ニューソン（ボノの兄。料理を持ってくるシェフ）
- ベルギーから連れてきた象（なかなか動いてくれず、12テイク目でやっとOKになった）。

ポール・マクギネスとオリンピックの金メダリストにしてボクシング世界チャンピオン・マイケル・カルースの登場シーンはカットされた。元のアイデアは床屋を舞台に『ボーイ』から『ポップ』までのU2メンバーの全ヘアスタイル集で、各メンバーが鏡の前で自分のみならず他のメンバー分も含めて髪型を次々と変えていくというものだった。

## アウト・アピアランス
- 『3人のゴースト』 (1988年) - ビル・マーレイ主演のアメリカ映画。New Voices of Freedomによるカバー・ヴァージョンを収録。
- 『Mr.ディーズ』 (2002年) - アメリカ映画のサントラ。シングル・ヴァージョンが収録されている。

## 評価

### イヤーオブ
- 1998年 『メロディ・メイカー』年間ベストソング第32位[2]
- 1998年 BBCレディオ１が選ぶベストソング第53位[3]
- 1998年 イグアナ（スペイン）年間ベストシングル第61位[4]
- 1998年 スタジオ・ブリュッセル（ベルギー）の年間ベストシングル第30位[5]
- 1999年 ホットプレス・アワード年間ベストシングル
- 1999年 ホットプレス読者が選ぶ年間ベストアイリッシュシングル
- 1999年 ホットプレス読者が選ぶ年間ベストアイリッシュビデオ

### オールタイム
- 2004年 Qマガジン150の偉大なロックリスト：A面よりも優れたB面曲第14位[6]